# Onthophagus ceratotherium
Onthophagus ceratotherium là một loài bọ cánh cứng trong họ Bọ hung (Scarabaeidae).